# 타탸나 휘프너
타탸나 휘프너(독일어: Tatjana Hüfner, 1983년 4월 30일~)는 독일의 루지 선수이다. 2006년 동계 올림픽에서 동메달, 2010년 동계 올림픽에서 금메달을 딴 데 이어, 2014년 동계 올림픽에서 은메달을 획득했다.

## 성적

### 올림픽
| 년도 | 대회일   | 장소            | 종목       | 결과           | 메달 |
| ---- | -------- | --------------- | ---------- | -------------- | ---- |
| 2006 | 2월 14일 | 이탈리아 토리노 | 여자 1인승 | 3위 (3:08.460) |      |
| 2010 | 2월 16일 | 캐나다 밴쿠버   | 여자 1인승 | 1위 (2:46.524) |      |
| 2014 | 2월 11일 | 러시아 소치     | 여자 1인승 | 2위 (3:20.907) |      |